# Rally Rías Baixas
El Rally Rias Baixas, inicialmente Rally Rías Bajas, es una prueba de rally que se celebra habitualmente en los meses de mayo o junio en Galicia, España, organizada por la Escudería Rias Baixas. Se organiza desde el año 1963 y fue puntuable para el Campeonato de España de Rally y desde 2021 para la Copa de España de Rallyes de Asfalto. La sede del rally se sitúa en la ciudad de Vigo y los tramos transcurren en localidades cercanas, e incluso se realizan tramos espectáculo en las calles de la ciudad.
El piloto con más victorias es Miguel Ángel Fuster con cuatro triunfos: 2003, 2006, 2009 y 2015.

## Historia
En la década de los años 60, dos aficionados del automovilismo, Manuel Pestana y Eladio Vázquez crearon la Escudería Vigo, que se encargó de organizar las primeras ediciones del rally Rías Baixas. En esos primeros años los pilotos extranjeros, especialmente portugueses dominaron la prueba: Antonio Peixinho, Jorge Soromenho, Américo Nunes y Francisco Ramaozinho lograron la victoria en las cuatro primeras ediciones Posteriormente el piloto francés afincado en España, Bernard Tramont venció en 1967 con el Alpine A110 1300. Al año siguiente Juan Fernández con un Porsche 911 S fue el primer español en alzarse con la victoria en el Rías Baixas. Posteriormente harían lo propio José María Palomo, Manuel Juncosa, Eladio Doncel y Estanislao Reverter, este último dos veces consecutivas, 1973 y 1974 con el Alpinche, prototipo fabricado por el mismo: un Renault Alpine con motor Porsche. Tras la victoria de Marc Etchebers en 1974 con un Porsche Carrera, el rally dejó de correrse durante dos años y en 1976 la escudería Rías Bajas, sustituyó a la Escudería Vigo como organizadora de la prueba estando Enrique Fernández al frente de la misma. En 1979, año de la segunda victoria de Etchebers, el rally entró en el calendario del Campeonato de España de Rally por primera vez, realizándose en el mes de agosto. Etchebers, que lograría su tercer y último triunfo en 1980 y el vigués Beny Fernández, que también se llevaría tres victorias, fueron los protagonistas en esos años. En la segunda parte de la década de los 80 los pilotos canarios Carlos Lamberti, Medardo Pérez y Antonio Ponce fueron los dominadores de la prueba.
A principios de los 90 Fernando Mouriño se puso al frente como director del rally, que no pasaba por su mejor momento. En los 80 no era puntuable para el campeonato nacional, aunque si lo fue para la Copa de España de Rally en 1989. Germán Castrillón se impuso en esos años hasta en cuatro ocasiones, dos veces con el Ford Sierra RS Cosworth y dos con el Ford Escort RS Cosworth. A partir de 1996 con la victoria de Sergio Vallejo se inició una etapa de dominio de Citroën y Peugeot, marcas estrechamente relacionadas con la ciudad de Vigo, que cuenta con la factoría PSA Peugeot-Citroën desde 1958. En 1998 el rally sufrió la peor de todas sus ediciones: a pocos minutos del arranque del primer tramo, Salceda, la organización detectó manchas de aceite y gasoil en el asfalto por lo que neutralizó dicho tramo y posteriormente hizo lo mismo en los siguientes tramos por el mismo problema. Al mismo tiempo unas interferencias en la radio impedían la comunicación entre dirección de carrera y el resto de organizadores. En el parque cerrado situado en la playa de Samil circulaba un panfleto que amenazaba con obstaculizar los tramos. Ante esta situación la organización decidió suspender la prueba y los participantes regresaron al parque cerrado. Tanto pilotos como organizadores e incluso medios como el Faro de Vigo condenaron los hechos que calificaron de «sabotaje». En el aspecto deportivo Jesús Puras se proclamó campeón de España automáticamente al no realizarse la prueba. El propio Puras conseguiría su primera victoria en Vigo al año siguiente a bordo del Citroën Xsara Kit Car y repetiría triunfo en 2002 con el Citroën Xsara WRC. Entremedias, Luis Monzón ganaría el rally en dos ocasiones, primero con el Peugeot 306 Maxi y posteriormente con el Peugeot 206 WRC. En 2003 Miguel Ángel Fuster sumaría el primer de sus cuatro triunfos.

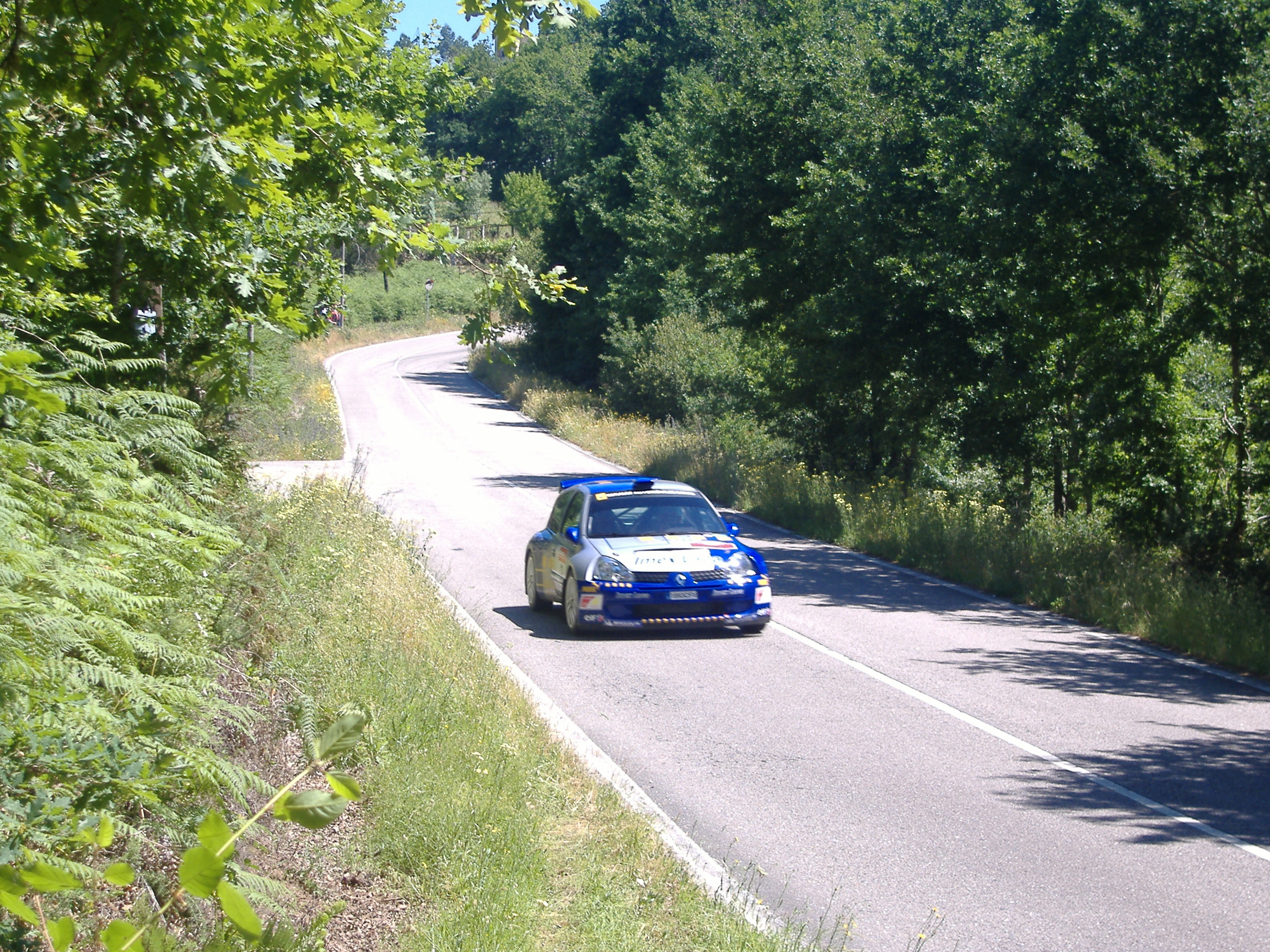
Miguel Ángel Fuster vencedor en cuatro ocasiones del Rally Rías Baixas durante la edición de 2006 con el Renault Clio S1600.

Al año siguiente vencería el andorrano Joan Vinyes y en 2005 lo haría Dani Sordo con el Citroën C2 S1600. El asturiano Alberto Hevia ganó el rally en 2007 y posteriormente en 2010 mientras que Enrique García Ojeda haría lo mismo en 2008 tras una bonita lucha con los hermanos Vallejo. En 2009 contó con la gran novedad la recuperación del tramo urbano que se disputó en las cercanías de Samil. El lucense Sergio Vallejo se impuso ganando ocho de los once tramos disputados, sin embargo días después los comisarios penalizaron a Vallejo con treinta minutos por recibir ayuda externa tras la rotura de un palier en su Porsche 997. De esta manera la victoria fue para Miguel Fuster. Al año siguiente los problemas económicos que atravesaba la organización hizo peligrar la realización del rally. En 2011 y 2012 se trasladó el parque cerrado al centro de la ciudad de Vigo, situado en la Calle del Príncipe, con un pequeño enlace por el caso histórico de la ciudad. Xavi Pons se impuso a Fuster con el Ford Fiesta S2000 y el piloto local Alberto Meira lo hizo en 2012 con el Mitsubishi Lancer Evo X, año en que el rally entró en el calendario de la Copa de Europa de Rally lo que obligó a disputar la prueba durante dos jornadas (días) en lugar de una que venía siendo la tónica habitual hasta entonces. En 2013 Sergio Vallejo sumó su segundo triunfo diecisiete años después. Meira el ganador del año anterior fue segundo y tercero Fuster. En 2014 Sergio volvió a subirse a lo más alto del podio y en 2015 lo Fuster con el Porsche 997 GT3. Los problemas económicos impidieron que la Escudería Rías Baixas pudiese sacar adelante el rally y en 2016 no se celebró a pesar de estar programado para el mes junio. La organización anunció la anulación de la prueba en una rueda de prensa en enero de ese año.
Dos años después la organización logró recuperar la prueba incluyéndolo en el calendario del campeonato gallego. Posteriormente, en 2021, el rally gallego vuelve a ser puntuable para el campeonato nacional.

## Palmarés
| Año     | Edición                                | Piloto                     | Copiloto                  | Vehículo                | Series  |
| ------- | -------------------------------------- | -------------------------- | ------------------------- | ----------------------- | ------- |
| 1963    | 1.eɽ Rallye Rías Bajas                 | Antonio Peixinho           | Bandera de ?              | Austin Cooper           |         |
| 1964    | 2.º Rallye Rías Bajas                  | Jorge Soromenho            | Bandera de ?              | Porsche 356 Super 90    |         |
| 1965    | 3.eɽ Rallye Rías Bajas                 | Américo Nunes              | Bandera de ?              | Porsche 904 GTS         |         |
| 1966    | 4.º Rallye Rías Bajas                  | Fco. Ramaozinho            | Antonio Morais            | Austin Cooper S         | España  |
| 1967    | 5.º Rallye Rías Bajas                  | Bernard Tramont            | Ricardo Muñoz             | Alpine A110 1300        | España  |
| 1968    | 6.º Rallye Rías Bajas                  | Juan Fernández             | «Artemi» (Artemio Eche)   | Porsche 911 S           | España  |
| 1969    | 7.º Rallye Rías Bajas                  | José María Palomo          | Alberto Gabarró           | Porsche 911 R           | España  |
| 1970    | 8.º Rallye Rías Bajas                  | Manuel Juncosa             | «Artemi» (Artemio Eche)   | Fiat Abarth 2000 OT     | España  |
| 1971    | 9.º Rallye Rías Bajas                  | Eladio Doncel              | Juan Antonio Conde        | Porsche 911 S           | España  |
| 1972    | 10.º Rallye Rías Bajas                 | Estanislao Reverter        | Antonio Reverter          | Alpinche                | España  |
| 1973    | 11.º Rallye Rías Bajas                 | Estanislao Reverter        | Antonio Reverter          | Alpinche                | España  |
| 1974    | 12.º Rallye Rías Bajas                 | Marc Etchebers             | Marie-Christine Etchebers | Porsche Carrera         |         |
| 1977    | 13.eɽ Rallye Rías Bajas                | «Ventura» (Antonio Freire) | Miguel Brasa              | Ford Escort RS          |         |
| 1978    | 14.º Rallye Rías Bajas                 | Rafa Cid                   | Venancio González         | Ford Fiesta 1.300       |         |
| 1979    | 15.º Rallye Rías Bajas                 | Marc Etchebers             | Marie-Christine Etchebers | Porsche Carrera RS      | España  |
| 1980    | 16.º Rallye Rías Bajas                 | Marc Etchebers             | David Valverde            | Porsche Carrera RS      | España  |
| 1981    | 17.º Rallye Rías Bajas                 | Beny Fernández             | José Luis Sala            | Porsche 911 SC          |         |
| 1982    | 18.º Rallye Rías Bajas                 | Beny Fernández             | José Luis Sala            | Porsche 911 SC          | España  |
| 1983    | 19.º Rallye Rías Bajas                 | Beny Fernández             | José Luis Sala            | Porsche 911 SC          |         |
| 1984    | 20.º Rallye Rías Bajas                 | Gerard de La Casa          | Andreu Ribolleda          | Renault 5 Turbo         | Copa    |
| 1985    | 21.eɽ Rallye Rías Bajas                | Urbano Villanueva          | J. Alonso                 | Renault 5 Turbo         | Copa    |
| 1986    | 22.º Rallye Rías Bajas                 | Carlos Alonso Lamberti     | Víctor Rodríguez          | Opel Manta 400          | Copa    |
| 1987    | 23.eɽ Rallye Rías Bajas                | Carlos Alonso Lamberti     | V. Jiménez                | Opel Manta 400          | Copa    |
| 1988    | 24.º Rallye Rías Bajas                 | Medardo Pérez              | Juan José Alonso          | Lancia Rally 037        | Copa    |
| 1989    | 25.º Rallye Rías Bajas                 | Antonio Ponce              | Gaspar León               | BMW M3                  | Copa    |
| 1990    | 26.º Rallye Rías Bajas                 | Germán Castrillón          | Estrella Castrillón       | Ford Sierra RS Cosworth | Copa    |
| 1991    | 27.º Rallye Rías Bajas                 | Juan C. González           | G. Piñeiro                | BMW M3                  | Copa    |
| 1992    | 28.º Rallye Rías Bajas                 | Germán Castrillón          | José M. López             | Ford Sierra RS Cosworth | Copa    |
| 1993    | 29.º Rallye Rías Bajas                 | Germán Castrillón          | José M. López             | Ford Escort RS Cosworth | CERA    |
| 1994    | 30.º Rallye Rías Bajas                 | Borja Moratal              | Alfredo Rodríguez         | Peugeot 306 S16         | CERA    |
| 1995    | 31.eɽ Rallye Rías Bajas                | Germán Castrillón          | José M. López             | Ford Escort RS Cosworth |         |
| 1996    | 32.º Rallye Rías Bajas                 | Sergio Vallejo             | Diego Vallejo             | Citroën ZX 16V          |         |
| 1997    | 33.eɽ Rallye Rías Bajas                | Jaime Azcona               | Julius Billmaier          | Peugeot 306 Maxi        | CERA    |
| 1998    | 34.º Rallye Rías Bajas                 | Edición anulada            | Edición anulada           | Edición anulada         | CERA    |
| 1999    | 35.º Rallye Rías Bajas                 | Jesús Puras                | Marc Martí                | Citroën Xsara Kit Car   | CERA    |
| 2000    | 36.º Rallye Rías Bajas Redcom          | Luis Monzón                | José Carlos Déniz         | Peugeot 306 Maxi        | CERA    |
| 2001    | 37.º Rallye Rías Baixas Redcom         | Luis Monzón                | José Carlos Déniz         | Peugeot 206 WRC         | CERA    |
| 2002    | 38.º Rallye Rías Baixas Redcom         | Jesús Puras                | Carlos del Barrio         | Citroën Xsara WRC       | CERA    |
| 2003    | 39.º Rallye Rías Baixas Redcom         | Miguel Ángel Fuster        | José Vicente Medina       | Citroën Saxo Kit Car    | CERA    |
| 2004    | 40.º Rallye Rías Baixas Redcom         | Joan Vinyes                | Xavi Lorza                | Peugeot 206 S1600       | CERA    |
| 2005    | 41.eɽ Rallye Rías Baixas Redcom        | Daniel Sordo               | Carlos del Barrio         | Citroën C2 S1600        | CERA    |
| 2006    | 42.º Rallye Rías Baixas Redcom         | Miguel Ángel Fuster        | José Vicente Medina       | Renault Clio S1600      | CERA    |
| 2007    | 43.eɽ Rallye Rías Baixas Redcom        | Alberto Hevia              | Alberto Iglesias Pin      | Volkswagen Polo S2000   | CERA    |
| 2008    | 44.º Rallye Rías Baixas Redcom         | Enrique García Ojeda       | Jordi Barrabés            | Peugeot 207 S2000       | CERA    |
| 2009    | 45.º Rallye Rías Baixas Vodafone       | Miguel Ángel Fuster        | José Vicente Medina       | Porsche 911 GT3         | CERA    |
| 2010    | 46.º Rallye Internacional Rías Baixas  | Alberto Hevia              | Alberto Iglesias Pin      | Škoda Fabia S2000       | CERA    |
| 2011    | 47.º Rallye Internacional Rías Baixas  | Xevi Pons                  | Álex Haro                 | Ford Fiesta S2000       | CERA    |
| 2012    | 48.º Rallye Internacional Rías Baixas  | Alberto Meira              | Álvaro Bañobre            | Mitsubishi Lancer Evo X | CERA    |
| 2013    | 49.º Rallye Internacional Rías Baixas  | Sergio Vallejo             | Diego Vallejo             | Porsche 997 GT3         | CERA    |
| 2014    | 50.º Rallye Internacional Rías Baixas  | Sergio Vallejo             | Diego Vallejo             | Porsche 911 GT3         | CERA    |
| 2015    | 51.eɽ Rallye Internacional Rías Baixas | Miguel Ángel Fuster        | Ignacio Aviñó             | Porsche 997 GT3         | CERA    |
| 2018    | 52.º Rallye Rías Baixas                | Manuel Fernández Estévez   | Álex Cid                  | Renault Clio N5         | Galicia |
| 2019    | 53.eɽ Rallye Rías Baixas               | Víctor Senra               | David Vázquez             | Citroën C3 R5           | Galicia |
| 2021    | 54.º Rally Recalvi Rías Baixas         | José Antonio Suárez        | Alberto Iglesias Pin      | Škoda Fabia Rally2 evo  | Copa    |
| 2022    | 55.º Rally Recalvi Rías Baixas         | Víctor Senra               | David Vázquez Liste       | Škoda Fabia Rally2 evo  | Copa    |
| 2023    | 56.º Rally Recalvi Rías Baixas         | José Antonio Suárez        | Alberto Iglesias Pin      | Škoda Fabia RS Rally2   | Copa    |
| Fuentes |                                        |                            |                           |                         |         |